# Helena (Montana)
Helena és la capital de l'estat de Montana, als Estats Units d'Amèrica. És al comtat de Lewis and Clark, a la zona oest de l'estat. Té una població de 29.596 habitants (segons el cens del 2010).

## Història
Helena fou fundada el 30 d'octubre de 1864 després de la descoberta d'un jaciment de sorra d'or a la regió. El 1888, cinquanta milionaris de l'època hi vivien, el que representava la concentració més gran del món.
Va ser la capital del Territori de Montana des del 1875 (quan va deixar de ser-ho Virginia City) fins a la conversió del Territori en l'Estat de Montana, el 8 de novembre de 1889.

## Població
Segons el cens de l'any 2000, la ciutat tenia 25.780 habitants, el seu origen ètnic era el següent:
- 94,78% Raça blanca
- 2,10% Nadius americans
- 1,67% Hispanoamericans
- 1,66% Multiracials
- 0,78% Asiàtics
- 0,38% D'altres orígens
- 0,23% Raça negra
- 0,07% Polinesis

## Els inicis
La ciutat es fundà el 30 d'octubre de 1864, després que els "Quatre Georgians" descobrissin or al Last Chance Creek. El carrer principal d'Helena s'anomena Chance Gluch i segueix el llit original del rierol a través del centre històric.
Originalment, la ciutat s'anomenava "Crabtown", en honor de John Crab, un dels "Quatre Georgians". La ciutat s'anà expandint a mesura que hi anaven arribant nous miners, fins que es decidí de canviar-li el nom. Després de molts suggeriments, John Sommerville suggerí el nom del seu poble, Santa Helena, Minnesota, però la pronunciació (Hel-E-na) no agradà als miners qui preferiren HELL-en-a (Hell = infern), així com abandonar el terme "Sant" del nom, ja que el consideraren innecessari; el nou nom Helena va ser adoptat. Una altra proposta va ser el nom "Tomah" que obtingué només dos vots.

## Personatges il·lustres
- Gary Cooper, famós actor, guanyador del premi Oscar en tres ocasions.